# Xã Germania, Quận Todd, Minnesota
Xã Germania (tiếng Anh: Germania Township) là một xã thuộc quận Todd, tiểu bang Minnesota, Hoa Kỳ. Năm 2010, dân số của xã này là 500 người.